# 比洛采爾基夫卡 (扎波羅熱州)
47°14′13″N 36°49′15″E / 47.23694°N 36.82083°E
比洛采爾基夫卡（烏克蘭語：Білоцерківка）是位於烏克蘭東南部的村莊，由扎波羅熱州波洛希區的科米什-佐里亞市鎮負責管轄。該村始建於1803年，面積125.41平方公里，海拔高度103米，2001年人口1,656，人口密度每平方公里13.2人。